# Чуртанлыкуль
Чуртанлыкуль (баш. Суртанлыкүл) — деревня в Балтачевском районе Башкортостана, относится к Нижнекарышевскому сельсовету.

## Географическое положение
Расстояние до:
- районного центра (Старобалтачёво): 24 км,
- центра сельсовета (Верхнекарышево): 4 км,
- ближайшей ж/д станции (Куеда): 94 км.

## История
В «Списке населенных мест по сведениям 1870 года», изданном в 1877 году, населённый пункт упомянут как деревня Чертанлыкуль (Старый Чур) 1-го стана Бирского уезда Уфимской губернии. Располагалась при озере Чертанле, слева от Кунгурского и Сибирского почтовых трактов, в 60 верстах от уездного города Бирска и в 56 верстах от становой квартиры в селе Аскине. В деревне, в 57 дворах жили 326 человек (146 мужчин и 180 женщин, мещеряки, тептяри).

## Население
| 2002 | 2009 | 2010 |
| ---- | ---- | ---- |
| 170  | ↘167 | ↘129 |

Согласно переписи 2002 года, преобладающие национальности — башкиры (57 %), татары (40 %).